# فيلافيسيوسا دي أودون
فيلافيسيوسا دي أودون (بالإنجليزية: Villaviciosa de Odón)‏ هي بلدية ومدينة في منطقة الحكم الذاتي وتقع في منطقة مدريد في وسط إسبانيا. تبلغ مساحة هذه المدينة 68.17 (كم²)، ويبلغ عدد سكانها 26475 نسمة حسب إحصاء سنة 2009 م.

## أعلام
- توني لوبلان
- خوليو ألفاريز ديل فايو

## وصلات خارجية
- الموقع الرسمي